# Michail Viarhiejenka
Michail Ničyparavič Viarhiejenka (in bielorusso Міхаіл Нічыпаравіч Вергеенка?; Homel', 12 gennaio 1950 – Minsk, 16 luglio 2024) è stato un allenatore di calcio, dirigente sportivo e calciatore bielorusso, di ruolo portiere.

## Palmarès

### Giocatore

#### Competizioni nazionali
- Campionato sovietico: 1

Dinamo Minsk: 1982

### Allenatore

#### Competizioni nazionali
- Campionato bielorusso: 2

Dinamo Minsk: 1992, 1992-1993
- Coppa di Bielorussia: 1

Dinamo Minsk: 1992